# Sfera Ebbasta
Sfera Ebbasta, nome artístico de Gionata Boschetti, (Sesto San Giovanni, 7 de dezembro de 1992); é um rapper italiano. Ficou conhecido por musicas como Tran-Tran, Dexter, Figli di papà, Visiera a becco, BRNBQ, BHMG, brutti sogni, serpenti a sonagli, cupido. O artista possui 6 certificados de platina e um de ouro.